# Vargashi
Vargashi (en russe : Варгаши) est une commune urbaine de l'oblast de Kourgan, en Russie, et le centre administratif du raïon de Vargashinsky. Sa population s'élevait à 9 220 habitants en 2017.